# Ottobiano
Ottobiano é uma comuna italiana da região da Lombardia, província de Pavia, com cerca de 1.128 habitantes. Estende-se por uma área de 24 km², tendo uma densidade populacional de 47 hab/km². Faz fronteira com Ferrera Erbognone, Lomello, San Giorgio di Lomellina, Tromello, Valeggio.

## Demografia
| Variação demográfica do município entre 1861 e 2011                               |
|                                                                                   |
| Fonte: Istituto Nazionale di Statistica (ISTAT) - Elaboração gráfica da Wikipedia |